# مناورة ماكروبرتس

1.مناورة ماكروبرتس2.الضغط على منطقة فوق العانة (suprapubic)

مناورة ماكروبرتس (McRoberts maneuver)؛ هي مناورة توليد تُستخدم للمساعدة في عمليّة الولادة. سُمّيت على اسم وليام ألكسندر ماكروبرتس جونيور.  تُستخدام هذه المناورة أثناء الولادة في حالة عسر ولادة الكتف (shoulder dystocia)، وحين تتورط الولادة بفرط تثنّي ساقَي الأمّ وإحكامَهما على بطنها. إذْ تعتبر هذه المناورة فعّالة بسبب زيادة الحركة في المفصل العجزيّ الحرقفيّ (sacroiliac joint) أثناء الحمل؛ مما يسمح بدوران الحوض وبالتّالي تسهيل خروج كتف الجنين. في حال لم تنجح هذه المناورة، يُطبِّقُ المساعدُ ضّغطاً على أسفل البطن (الضغط على منطقة فوق العانة). تُوصي الإرشادات الحاليّة بشدّة بأن لا يُسحب رأس الطّفل؛ لأن هذا قد يؤدّي إلى إصابة الضّفيرة العَضُدِيّة (brachial plexus). بدلاً من ذلك؛ يُوصَى بالدَّعم مع المحافظة على استقامة العنق. هذه التِّقنيّة فَعَّالة في حوالي 42% من الحالات. لاحظ أنّ الضَّغط على منطقة فوق العانة (suprapubic) ومناورة ماكروبرت معا سيحُلّان 90% من الحالات.[بحاجة لمصدر]